# Perijátapaculo
De perijátapaculo (Scytalopus perijanus) is een zangvogel uit de familie Rhinocryptidae (tapaculo's). De vogel werd in 2015 geldig beschreven in een uitgebreid artikel in het Amerikaanse vogelkundige tijdschrift The Auk. Het is een voor uitsterven gevoelige soort die endemisch is in een gebergte op de grens van Colombia en Venezuela.

## Taxonomie
In 1941 werden door de Amerikaanse vogelkundige Melbourne Armstrong Carriker al vogels verzameld in dit gebied die niet helemaal juist werden gedetermineerd. Ook daarna vonden diverse onderzoekingen plaats die wezen op de aanwezigheid van een nieuwe soort apaculo. Pas in 2006 en 2008/09 werd uitgebreid veldonderzoek gedaan aan de ecologie en de geluiden van apaculo's en werden 16 exemplaren voor vervolg onderzoek verzameld, gevolgd door DNA-onderzoek in het laboratorium. Hieruit bleek de aanwezigheid van een nieuw soort tapaculo.

## Kenmerken
De vogel is 10,5 tot 11,5 cm lang. De vogel lijkt sterk op de bruinstuittapaculo (S. latebricola), een grijs en bruin, gedrongen vogeltje met een kort dun staartje. De buik is grijs en de onderbuik is roodbruin.

## Verspreiding en leefgebied
Deze soort komt voor in het Serranía del Perijá, een gebergte op de grens van Colombia en Venezuela. De leefgebieden liggen in nevelwoud op hoogten tussen 1600 en 3225 meter boven zeeniveau.

## Status
De soort heeft een beperkt verspreidingsgebied en daardoor is de kans op uitsterven aanwezig. De grootte van de populatie werd in 2017 door BirdLife International geschat op tien- tot twintigduizend volwassen individuen. De populatie-aantallen nemen af door habitatverlies. Het leefgebied wordt aangetast door ontbossing, mijnbouwactiviteiten waarbij natuurlijk bos plaats maakt voor intensief agrarisch gebruikt land en verder de aanleg van infrastructuur. Om deze redenen staat deze soort als gevoelig op de Rode Lijst van de IUCN.